# Senatori del Vermont
I senatori per lo stato del Vermont appartengono alla classe 1 e 3. Gli attuali senatori sono l'indipendente, ma alleato con il partito democratico, Bernie Sanders e il democratico Peter Welch. Il senatore Leahy è stato il primo esponente del partito democratico ad essere eletto nello stato del Vermont per il sento. Inoltre il senatore Leahy essendo stato in carica dal 1975 al 2023 era l'ultimo ad avere servito sotto la presidenza di Gerald Ford. Inoltre il seggio di classe 1 è attualmente l'unico seggio del Senato degli Stati Uniti a non essere mai stato vinto da un democratico, anche se l'attuale senatore, Sanders  e il suo predecessore nel suo ultimo mandato hanno sempre fatto caucus con il Partito Democratico, anche non essendone mai ufficialmente iscritti.

## Classe 1
| N.                                       | Foto                                     | Nome                                     | Partito                                  | Carica                                   | Carica                                   | Congresso                       | Mandato                                                                         | Storia elettorale                                       |
|                                          | Foto                                     | Nome                                     | Partito                                  | Inizio                                   | Termine                                  | Congresso                       | Mandato                                                                         | Storia elettorale                                       |
| ---------------------------------------- | ---------------------------------------- | ---------------------------------------- | ---------------------------------------- | ---------------------------------------- | ---------------------------------------- | ------------------------------- | ------------------------------------------------------------------------------- | ------------------------------------------------------- |
|                                          | Vacante                                  | Vacante                                  | Vacante                                  | 4 marzo 1791                             | 17 ottobre 1791                          | 2                               | 1/2                                                                             | Elezione non riuscita                                   |
| 1                                        |                                          | Moses Robinson                           | Anti-amministrazione                     | 17 ottobre 1791                          | 15 ottobre 1796                          | 2                               | 1/2                                                                             | Eletto nel 1791 Dimessosi                               |
| 1                                        | 3                                        | Moses Robinson                           | Anti-amministrazione                     | 17 ottobre 1791                          | 15 ottobre 1796                          |                                 | 1/2                                                                             | Eletto nel 1791 Dimessosi                               |
| 1                                        | Democratico-Repubblicano                 | Moses Robinson                           | 4                                        | 17 ottobre 1791                          | 15 ottobre 1796                          |                                 | 1/2                                                                             | Eletto nel 1791 Dimessosi                               |
|                                          | Vacante                                  | Vacante                                  | Vacante                                  | 15 ottobre 1796                          | 18 ottobre 1796                          |                                 | 1/2                                                                             |                                                         |
| 2                                        |                                          | Isaac Tichenor                           | 4                                        | Federalista                              | 18 ottobre 1796                          | 17 ottobre 1797                 | 1/2                                                                             | Eletto per finire il mandato                            |
| 2                                        | 5                                        | Isaac Tichenor                           | 1/2                                      | Federalista                              | 18 ottobre 1796                          | 17 ottobre 1797                 | Rieletto Dimessosi per diventare Governatore del Vermont                        |                                                         |
| 3                                        | 5                                        |                                          | 1/2                                      | Nathaniel Chipman                        | Federalista                              | 17 ottobre 1797                 | 3 marzo 1800                                                                    | Eletto per terminare il mandato Ha perso la rielezione  |
| 3                                        | 6                                        |                                          | 1/2                                      | Nathaniel Chipman                        | Federalista                              | 17 ottobre 1797                 | 3 marzo 1800                                                                    | Eletto per terminare il mandato Ha perso la rielezione  |
| 3                                        | 7                                        |                                          | 1/2                                      | Nathaniel Chipman                        | Federalista                              | 17 ottobre 1797                 | 3 marzo 1800                                                                    | Eletto per terminare il mandato Ha perso la rielezione  |
| 4                                        |                                          | Israel Smith                             | Democratico-Repubblicano                 | 4 marzo 1803                             | 1 ottobre 1807                           | 8                               | 1/2                                                                             | Eletto nel 1802 Dimessosi                               |
| 4                                        | 9                                        | Israel Smith                             | Democratico-Repubblicano                 | 4 marzo 1803                             | 1 ottobre 1807                           |                                 | 1/2                                                                             | Eletto nel 1802 Dimessosi                               |
| 4                                        | 10                                       | Israel Smith                             | Democratico-Repubblicano                 | 4 marzo 1803                             | 1 ottobre 1807                           |                                 | 1/2                                                                             | Eletto nel 1802 Dimessosi                               |
|                                          | Vacante                                  | Vacante                                  | Vacante                                  | 1 ottobre 1807                           | 10 ottobre 1807                          |                                 | 1/2                                                                             |                                                         |
| 5                                        |                                          | Jonathan Robinson                        | Democratico-Repubblicano                 | 10 ottobre 1807                          | 3 marzo 1815                             | Eletto per terminare il mandato | 1/2                                                                             |                                                         |
| 5                                        | 11                                       | Jonathan Robinson                        | Democratico-Repubblicano                 | 10 ottobre 1807                          | 3 marzo 1815                             | 1                               | Rieletto nel 1808 Ritiratosi                                                    |                                                         |
| 5                                        | 12                                       | Jonathan Robinson                        | Democratico-Repubblicano                 | 10 ottobre 1807                          | 3 marzo 1815                             | 1                               | Rieletto nel 1808 Ritiratosi                                                    |                                                         |
| 5                                        | 13                                       | Jonathan Robinson                        | Democratico-Repubblicano                 | 10 ottobre 1807                          | 3 marzo 1815                             | 1                               | Rieletto nel 1808 Ritiratosi                                                    |                                                         |
| 6                                        |                                          | Isaac Tichenor                           | Federalista                              | 4 marzo 1815                             | 3 marzo 1821                             | 14                              | 1                                                                               | Eletto nel 1814 Ritiratosi                              |
| 6                                        | 15                                       | Isaac Tichenor                           | Federalista                              | 4 marzo 1815                             | 3 marzo 1821                             |                                 | 1                                                                               | Eletto nel 1814 Ritiratosi                              |
| 6                                        | 16                                       | Isaac Tichenor                           | Federalista                              | 4 marzo 1815                             | 3 marzo 1821                             |                                 | 1                                                                               | Eletto nel 1814 Ritiratosi                              |
| 7                                        |                                          | Horatio Seymour                          | Democratico-Repubblicano                 | 4 marzo 1821                             | 3 marzo 1833                             | 17                              | 1                                                                               | Eletto nel 1827                                         |
| 7                                        | 18                                       | Horatio Seymour                          | Democratico-Repubblicano                 | 4 marzo 1821                             | 3 marzo 1833                             |                                 | 1                                                                               | Eletto nel 1827                                         |
| 7                                        | Anti-Jacksoniano                         | Horatio Seymour                          | 19                                       | 4 marzo 1821                             | 3 marzo 1833                             |                                 | 1                                                                               | Eletto nel 1827                                         |
| 7                                        | Anti-Jacksoniano                         | Horatio Seymour                          | 20                                       | 4 marzo 1821                             | 3 marzo 1833                             | 2                               | Rieletto nel 1827 Ritiratosi per correre alla carica di Governatore del Vermont |                                                         |
| 7                                        | Anti-Jacksoniano                         | Horatio Seymour                          | 21                                       | 4 marzo 1821                             | 3 marzo 1833                             | 2                               | Rieletto nel 1827 Ritiratosi per correre alla carica di Governatore del Vermont |                                                         |
| 7                                        | Anti-Jacksoniano                         | Horatio Seymour                          | 22                                       | 4 marzo 1821                             | 3 marzo 1833                             | 2                               | Rieletto nel 1827 Ritiratosi per correre alla carica di Governatore del Vermont |                                                         |
| 8                                        |                                          | Benjamin Swift                           | Anti-Jacksoniano                         | 4 marzo 1833                             | 3 marzo 1839                             | 23                              | 1                                                                               | Eletto nel 1833 Ritiratosi                              |
| 8                                        | 24                                       | Benjamin Swift                           | Anti-Jacksoniano                         | 4 marzo 1833                             | 3 marzo 1839                             |                                 | 1                                                                               | Eletto nel 1833 Ritiratosi                              |
| 8                                        | Whig                                     | Benjamin Swift                           | 25                                       | 4 marzo 1833                             | 3 marzo 1839                             |                                 | 1                                                                               | Eletto nel 1833 Ritiratosi                              |
| 9                                        |                                          | Samuel S. Phelps                         | Whig                                     | 4 marzo 1839                             | 3 marzo 1851                             | 26                              | 1                                                                               | Eletto nel 1839                                         |
| 9                                        | 27                                       | Samuel S. Phelps                         | Whig                                     | 4 marzo 1839                             | 3 marzo 1851                             |                                 | 1                                                                               | Eletto nel 1839                                         |
| 9                                        | 28                                       | Samuel S. Phelps                         | Whig                                     | 4 marzo 1839                             | 3 marzo 1851                             |                                 | 1                                                                               | Eletto nel 1839                                         |
| 9                                        | 29                                       | Samuel S. Phelps                         | Whig                                     | 4 marzo 1839                             | 3 marzo 1851                             | 2                               | Rieletto nel 1845 Ha perso la rielezione                                        |                                                         |
| 9                                        | 30                                       | Samuel S. Phelps                         | Whig                                     | 4 marzo 1839                             | 3 marzo 1851                             | 2                               | Rieletto nel 1845 Ha perso la rielezione                                        |                                                         |
| 9                                        | 31                                       | Samuel S. Phelps                         | Whig                                     | 4 marzo 1839                             | 3 marzo 1851                             | 2                               | Rieletto nel 1845 Ha perso la rielezione                                        |                                                         |
| 10                                       |                                          | Solomon Foot                             | Whig                                     | 4 marzo 1851                             | 28 marzo 1866                            | 32                              | 1                                                                               | Eletto nel 1850                                         |
| 10                                       | 33                                       | Solomon Foot                             | Whig                                     | 4 marzo 1851                             | 28 marzo 1866                            |                                 | 1                                                                               | Eletto nel 1850                                         |
| 10                                       | 34                                       | Solomon Foot                             | Whig                                     | 4 marzo 1851                             | 28 marzo 1866                            |                                 | 1                                                                               | Eletto nel 1850                                         |
| 10                                       | Repubblicano                             | Solomon Foot                             | 35                                       | 4 marzo 1851                             | 28 marzo 1866                            | 2                               | Rieletto nel 1856                                                               |                                                         |
| 10                                       | Repubblicano                             | Solomon Foot                             | 36                                       | 4 marzo 1851                             | 28 marzo 1866                            | 2                               | Rieletto nel 1856                                                               |                                                         |
| 10                                       | Repubblicano                             | Solomon Foot                             | 37                                       | 4 marzo 1851                             | 28 marzo 1866                            | 2                               | Rieletto nel 1856                                                               |                                                         |
| 10                                       | Repubblicano                             | Solomon Foot                             | 38                                       | 4 marzo 1851                             | 28 marzo 1866                            | 1/2                             | Rieletto nel 1862 Deceduto                                                      |                                                         |
| 10                                       | Repubblicano                             | Solomon Foot                             | 39                                       | 4 marzo 1851                             | 28 marzo 1866                            | 1/2                             | Rieletto nel 1862 Deceduto                                                      |                                                         |
|                                          | Vacante                                  | Vacante                                  | Vacante                                  | 28 marzo 1866                            | 3 aprile 1866                            | 1/2                             |                                                                                 |                                                         |
| 11                                       |                                          | George F. Edmunda                        | Repubblicano                             | 3 aprile 1866                            | 1 novembre 1891                          | 1/2                             | Nominato per continuare il mandato                                              |                                                         |
| 11                                       | 40                                       | George F. Edmunda                        | Repubblicano                             | 3 aprile 1866                            | 1 novembre 1891                          | 1/2                             | Nominato per continuare il mandato                                              |                                                         |
| 11                                       | 41                                       | George F. Edmunda                        | Repubblicano                             | 3 aprile 1866                            | 1 novembre 1891                          | 1                               | Rieletto nel 1868                                                               |                                                         |
| 11                                       | 42                                       | George F. Edmunda                        | Repubblicano                             | 3 aprile 1866                            | 1 novembre 1891                          | 1                               | Rieletto nel 1868                                                               |                                                         |
| 11                                       | 43                                       | George F. Edmunda                        | Repubblicano                             | 3 aprile 1866                            | 1 novembre 1891                          | 1                               | Rieletto nel 1868                                                               |                                                         |
| 11                                       | 44                                       | George F. Edmunda                        | Repubblicano                             | 3 aprile 1866                            | 1 novembre 1891                          | 2                               | Rieletto nel 1874                                                               |                                                         |
| 11                                       | 45                                       | George F. Edmunda                        | Repubblicano                             | 3 aprile 1866                            | 1 novembre 1891                          | 2                               | Rieletto nel 1874                                                               |                                                         |
| 11                                       | 46                                       | George F. Edmunda                        | Repubblicano                             | 3 aprile 1866                            | 1 novembre 1891                          | 2                               | Rieletto nel 1874                                                               |                                                         |
| 11                                       | 47                                       | George F. Edmunda                        | Repubblicano                             | 3 aprile 1866                            | 1 novembre 1891                          | 3                               | Rieletto nel 1880                                                               |                                                         |
| 11                                       | 48                                       | George F. Edmunda                        | Repubblicano                             | 3 aprile 1866                            | 1 novembre 1891                          | 3                               | Rieletto nel 1880                                                               |                                                         |
| 11                                       | 49                                       | George F. Edmunda                        | Repubblicano                             | 3 aprile 1866                            | 1 novembre 1891                          | 3                               | Rieletto nel 1880                                                               |                                                         |
| 11                                       | 50                                       | George F. Edmunda                        | Repubblicano                             | 3 aprile 1866                            | 1 novembre 1891                          | 1/2                             | Rieletto nel 1886 Dimessosi per iniziare la professione di avvocato             |                                                         |
| 11                                       | 51                                       | George F. Edmunda                        | Repubblicano                             | 3 aprile 1866                            | 1 novembre 1891                          | 1/2                             | Rieletto nel 1886 Dimessosi per iniziare la professione di avvocato             |                                                         |
| 11                                       | 52                                       | George F. Edmunda                        | Repubblicano                             | 3 aprile 1866                            | 1 novembre 1891                          | 1/2                             | Rieletto nel 1886 Dimessosi per iniziare la professione di avvocato             |                                                         |
| 12                                       |                                          | Redfield Proctor                         | Repubblicano                             | 2 novembre 1891                          | 4 marzo 1908                             | 1/2                             | Nominato per terminare il mandato                                               |                                                         |
| 12                                       | 53                                       | Redfield Proctor                         | Repubblicano                             | 2 novembre 1891                          | 4 marzo 1908                             | 1                               | Rieletto nel 1892                                                               |                                                         |
| 12                                       | 54                                       | Redfield Proctor                         | Repubblicano                             | 2 novembre 1891                          | 4 marzo 1908                             | 1                               | Rieletto nel 1892                                                               |                                                         |
| 12                                       | 55                                       | Redfield Proctor                         | Repubblicano                             | 2 novembre 1891                          | 4 marzo 1908                             | 1                               | Rieletto nel 1892                                                               |                                                         |
| 12                                       | 56                                       | Redfield Proctor                         | Repubblicano                             | 2 novembre 1891                          | 4 marzo 1908                             | 2                               | Rieletto nel 1898                                                               |                                                         |
| 12                                       | 57                                       | Redfield Proctor                         | Repubblicano                             | 2 novembre 1891                          | 4 marzo 1908                             | 2                               | Rieletto nel 1898                                                               |                                                         |
| 12                                       | 58                                       | Redfield Proctor                         | Repubblicano                             | 2 novembre 1891                          | 4 marzo 1908                             | 2                               | Rieletto nel 1898                                                               |                                                         |
| 12                                       | 59                                       | Redfield Proctor                         | Repubblicano                             | 2 novembre 1891                          | 4 marzo 1908                             | 1/2                             | Rieletto nel 1904 Deceduto                                                      |                                                         |
| 12                                       | 60                                       | Redfield Proctor                         | Repubblicano                             | 2 novembre 1891                          | 4 marzo 1908                             | 1/2                             | Rieletto nel 1904 Deceduto                                                      |                                                         |
|                                          | Vacante                                  | Vacante                                  | Vacante                                  | 4 marzo 1908                             | 24 marzo 1908                            | 1/2                             |                                                                                 |                                                         |
| 13                                       |                                          | John W. Stewart                          | Repubblicano                             | 24 marzo 1908                            | 21 ottobre 1908                          | 1/2                             | Nominato per continuare il mandato Ritiratosi                                   |                                                         |
| 14                                       |                                          | Carroll S. Page                          | Repubblicano                             | 21 ottobre 1908                          | 3 marzo 1923                             | 1/2                             | Eletto per terminare il mandato                                                 |                                                         |
| 14                                       | 61                                       | Carroll S. Page                          | Repubblicano                             | 21 ottobre 1908                          | 3 marzo 1923                             | 1/2                             | Eletto per terminare il mandato                                                 |                                                         |
| 14                                       | 62                                       | Carroll S. Page                          | Repubblicano                             | 21 ottobre 1908                          | 3 marzo 1923                             | 1                               | Rieletto nel 1910                                                               |                                                         |
| 14                                       | 63                                       | Carroll S. Page                          | Repubblicano                             | 21 ottobre 1908                          | 3 marzo 1923                             | 1                               | Rieletto nel 1910                                                               |                                                         |
| 14                                       | 64                                       | Carroll S. Page                          | Repubblicano                             | 21 ottobre 1908                          | 3 marzo 1923                             | 1                               | Rieletto nel 1910                                                               |                                                         |
| 14                                       | 65                                       | Carroll S. Page                          | Repubblicano                             | 21 ottobre 1908                          | 3 marzo 1923                             | 2                               | Rieletto nel 1916 Ritiratosi                                                    |                                                         |
| 14                                       | 66                                       | Carroll S. Page                          | Repubblicano                             | 21 ottobre 1908                          | 3 marzo 1923                             | 2                               | Rieletto nel 1916 Ritiratosi                                                    |                                                         |
| 14                                       | 67                                       | Carroll S. Page                          | Repubblicano                             | 21 ottobre 1908                          | 3 marzo 1923                             | 2                               | Rieletto nel 1916 Ritiratosi                                                    |                                                         |
| 15                                       |                                          | Frank L. Greene                          | Repubblicano                             | 4 marzo 1923                             | 17 dicembre 1930                         | 68                              | 1                                                                               | Eletto nel 1922                                         |
| 15                                       | 69                                       | Frank L. Greene                          | Repubblicano                             | 4 marzo 1923                             | 17 dicembre 1930                         |                                 | 1                                                                               | Eletto nel 1922                                         |
| 15                                       | 70                                       | Frank L. Greene                          | Repubblicano                             | 4 marzo 1923                             | 17 dicembre 1930                         |                                 | 1                                                                               | Eletto nel 1922                                         |
| 15                                       | 71                                       | Frank L. Greene                          | Repubblicano                             | 4 marzo 1923                             | 17 dicembre 1930                         | 1/2                             | Rieletto nel 1928 Deceduto                                                      |                                                         |
|                                          | 71                                       | Vacante                                  | Vacante                                  | Vacante                                  | 17 dicembre 1931                         | 1/2                             | 23 dicembre 1930                                                                |                                                         |
| 16                                       | 71                                       |                                          | Frank C. Partridge                       | Repubblicano                             | 23 dicembre 1930                         | 1/2                             | 31 marzo 1931                                                                   | Nominato per continuare il mandato Ha perso la rinomina |
| 16                                       | 72                                       |                                          | Frank C. Partridge                       | Repubblicano                             | 23 dicembre 1930                         | 1/2                             | 31 marzo 1931                                                                   | Nominato per continuare il mandato Ha perso la rinomina |
| 17                                       |                                          | Warren Austin                            | Repubblicano                             | 1 aprile 1931                            | 2 agosto 1946                            | 1/2                             | Eletto per terminare il mandato                                                 |                                                         |
| 17                                       | 73                                       | Warren Austin                            | Repubblicano                             | 1 aprile 1931                            | 2 agosto 1946                            | 1/2                             | Eletto per terminare il mandato                                                 |                                                         |
| 17                                       | 74                                       | Warren Austin                            | Repubblicano                             | 1 aprile 1931                            | 2 agosto 1946                            | 1                               | Rieletto nel 1934                                                               |                                                         |
| 17                                       | 75                                       | Warren Austin                            | Repubblicano                             | 1 aprile 1931                            | 2 agosto 1946                            | 1                               | Rieletto nel 1934                                                               |                                                         |
| 17                                       | 76                                       | Warren Austin                            | Repubblicano                             | 1 aprile 1931                            | 2 agosto 1946                            | 1                               | Rieletto nel 1934                                                               |                                                         |
| 17                                       | 77                                       | Warren Austin                            | Repubblicano                             | 1 aprile 1931                            | 2 agosto 1946                            | 1/2                             | Rieletto nel 1940 Dimessosi per diventare ambasciatore presso l'ONU             |                                                         |
| 17                                       | 78                                       | Warren Austin                            | Repubblicano                             | 1 aprile 1931                            | 2 agosto 1946                            | 1/2                             | Rieletto nel 1940 Dimessosi per diventare ambasciatore presso l'ONU             |                                                         |
| 17                                       | 79                                       | Warren Austin                            | Repubblicano                             | 1 aprile 1931                            | 2 agosto 1946                            | 1/2                             | Rieletto nel 1940 Dimessosi per diventare ambasciatore presso l'ONU             |                                                         |
|                                          | Vacante                                  | Vacante                                  | Vacante                                  | 2 agosto 1946                            | 1 novembre 1946                          | 1/2                             |                                                                                 |                                                         |
| 18                                       |                                          | Ralph Flanders                           | Repubblicano                             | 1 novembre 1946                          | 3 gennaio 1959                           | 1/2                             | Nominato per terminare il mandato                                               |                                                         |
| 18                                       | 80                                       | Ralph Flanders                           | Repubblicano                             | 1 novembre 1946                          | 3 gennaio 1959                           | 1                               | Eletto nel 1946                                                                 |                                                         |
| 18                                       | 81                                       | Ralph Flanders                           | Repubblicano                             | 1 novembre 1946                          | 3 gennaio 1959                           | 1                               | Eletto nel 1946                                                                 |                                                         |
| 18                                       | 82                                       | Ralph Flanders                           | Repubblicano                             | 1 novembre 1946                          | 3 gennaio 1959                           | 1                               | Eletto nel 1946                                                                 |                                                         |
| 18                                       | 83                                       | Ralph Flanders                           | Repubblicano                             | 1 novembre 1946                          | 3 gennaio 1959                           | 2                               | Eletto nel 1952 Ritiratosi                                                      |                                                         |
| 18                                       | 84                                       | Ralph Flanders                           | Repubblicano                             | 1 novembre 1946                          | 3 gennaio 1959                           | 2                               | Eletto nel 1952 Ritiratosi                                                      |                                                         |
| 18                                       | 85                                       | Ralph Flanders                           | Repubblicano                             | 1 novembre 1946                          | 3 gennaio 1959                           | 2                               | Eletto nel 1952 Ritiratosi                                                      |                                                         |
| 19                                       |                                          | Winson L. Prouty                         | Repubblicano                             | 3 gennaio 1959                           | 10 settembre 1971                        | 86                              | 1                                                                               | Eletto nel 1958                                         |
| 19                                       | 87                                       | Winson L. Prouty                         | Repubblicano                             | 3 gennaio 1959                           | 10 settembre 1971                        |                                 | 1                                                                               | Eletto nel 1958                                         |
| 19                                       | 88                                       | Winson L. Prouty                         | Repubblicano                             | 3 gennaio 1959                           | 10 settembre 1971                        |                                 | 1                                                                               | Eletto nel 1958                                         |
| 19                                       | 89                                       | Winson L. Prouty                         | Repubblicano                             | 3 gennaio 1959                           | 10 settembre 1971                        | 2                               | Rieletto nel 1964                                                               |                                                         |
| 19                                       | 90                                       | Winson L. Prouty                         | Repubblicano                             | 3 gennaio 1959                           | 10 settembre 1971                        | 2                               | Rieletto nel 1964                                                               |                                                         |
| 19                                       | 91                                       | Winson L. Prouty                         | Repubblicano                             | 3 gennaio 1959                           | 10 settembre 1971                        | 2                               | Rieletto nel 1964                                                               |                                                         |
| 19                                       | 92                                       | Winson L. Prouty                         | Repubblicano                             | 3 gennaio 1959                           | 10 settembre 1971                        | 1/2                             | Rieletto nel 1970 Deceduto                                                      |                                                         |
|                                          | 92                                       | Vacante                                  | Vacante                                  | Vacante                                  | 10 settembre 1971                        | 1/2                             | 16 settembre 1971                                                               |                                                         |
| 20                                       | 92                                       |                                          | Robert Stafford                          | Repubblicano                             | 16 settembre 1971                        | 1/2                             | 3 gennaio 1989                                                                  | Eletto per continuare il mandato                        |
| 20                                       | 93                                       |                                          | Robert Stafford                          | Repubblicano                             | 16 settembre 1971                        | 1/2                             | 3 gennaio 1989                                                                  | Eletto per continuare il mandato                        |
| 20                                       | 94                                       |                                          | Robert Stafford                          | Repubblicano                             | 16 settembre 1971                        | 1/2                             | 3 gennaio 1989                                                                  | Eletto per continuare il mandato                        |
| 20                                       | 95                                       | 1                                        | Robert Stafford                          | Repubblicano                             | 16 settembre 1971                        | Rieletto nel 1976               | 3 gennaio 1989                                                                  |                                                         |
| 20                                       | 96                                       | 1                                        | Robert Stafford                          | Repubblicano                             | 16 settembre 1971                        | Rieletto nel 1976               | 3 gennaio 1989                                                                  |                                                         |
| 20                                       | 97                                       | 1                                        | Robert Stafford                          | Repubblicano                             | 16 settembre 1971                        | Rieletto nel 1976               | 3 gennaio 1989                                                                  |                                                         |
| 20                                       | 98                                       | 2                                        | Robert Stafford                          | Repubblicano                             | 16 settembre 1971                        | Rieletto nel 1982               | 3 gennaio 1989                                                                  |                                                         |
| 20                                       | 99                                       | 2                                        | Robert Stafford                          | Repubblicano                             | 16 settembre 1971                        | Rieletto nel 1982               | 3 gennaio 1989                                                                  |                                                         |
| 20                                       | 100                                      | 2                                        | Robert Stafford                          | Repubblicano                             | 16 settembre 1971                        | Rieletto nel 1982               | 3 gennaio 1989                                                                  |                                                         |
| 21                                       |                                          | Jim Jeffords                             | Repubblicano                             | 3 gennaio 1989                           | 3 gennaio 2007                           | 101                             | 1                                                                               | Eletto nel 1888                                         |
| 21                                       | 102                                      | Jim Jeffords                             | Repubblicano                             | 3 gennaio 1989                           | 3 gennaio 2007                           |                                 | 1                                                                               | Eletto nel 1888                                         |
| 21                                       | 103                                      | Jim Jeffords                             | Repubblicano                             | 3 gennaio 1989                           | 3 gennaio 2007                           |                                 | 1                                                                               | Eletto nel 1888                                         |
| 21                                       | 104                                      | Jim Jeffords                             | Repubblicano                             | 3 gennaio 1989                           | 3 gennaio 2007                           | 2                               | Rieletto nel 1994                                                               |                                                         |
| 21                                       | 105                                      | Jim Jeffords                             | Repubblicano                             | 3 gennaio 1989                           | 3 gennaio 2007                           | 2                               | Rieletto nel 1994                                                               |                                                         |
| 21                                       | 106                                      | Jim Jeffords                             | Repubblicano                             | 3 gennaio 1989                           | 3 gennaio 2007                           | 2                               | Rieletto nel 1994                                                               |                                                         |
| 21                                       | 107                                      | Jim Jeffords                             | Repubblicano                             | 3 gennaio 1989                           | 3 gennaio 2007                           | 3                               | Rieletto nel 2000 Ritiratosi                                                    |                                                         |
| 21                                       | Indipendente                             | Jim Jeffords                             | 108                                      | 3 gennaio 1989                           | 3 gennaio 2007                           | 3                               | Rieletto nel 2000 Ritiratosi                                                    |                                                         |
| 21                                       | Indipendente                             | Jim Jeffords                             | 109                                      | 3 gennaio 1989                           | 3 gennaio 2007                           | 3                               | Rieletto nel 2000 Ritiratosi                                                    |                                                         |
| 22                                       |                                          | Bernie Sanders                           | Indipendente                             | 3 gennaio 2007                           | in carica                                | 110                             | 1                                                                               | Eletto nel 2006                                         |
| 22                                       | 111                                      | Bernie Sanders                           | Indipendente                             | 3 gennaio 2007                           | in carica                                |                                 | 1                                                                               | Eletto nel 2006                                         |
| 22                                       | 112                                      | Bernie Sanders                           | Indipendente                             | 3 gennaio 2007                           | in carica                                |                                 | 1                                                                               | Eletto nel 2006                                         |
| 22                                       | 113                                      | Bernie Sanders                           | Indipendente                             | 3 gennaio 2007                           | in carica                                | 2                               | Rieletto nel 2012                                                               |                                                         |
| 22                                       | 114                                      | Bernie Sanders                           | Indipendente                             | 3 gennaio 2007                           | in carica                                | 2                               | Rieletto nel 2012                                                               |                                                         |
| 22                                       | 115                                      | Bernie Sanders                           | Indipendente                             | 3 gennaio 2007                           | in carica                                | 2                               | Rieletto nel 2012                                                               |                                                         |
| 22                                       | 116                                      | Bernie Sanders                           | Indipendente                             | 3 gennaio 2007                           | in carica                                | 3                               | Rieletto nel 2018                                                               |                                                         |
| 22                                       | 117                                      | Bernie Sanders                           | Indipendente                             | 3 gennaio 2007                           | in carica                                | 3                               | Rieletto nel 2018                                                               |                                                         |
| 22                                       | 118                                      | Bernie Sanders                           | Indipendente                             | 3 gennaio 2007                           | in carica                                | 3                               | Rieletto nel 2018                                                               |                                                         |
| Da determinarsi con le elezioni del 2024 | Da determinarsi con le elezioni del 2024 | Da determinarsi con le elezioni del 2024 | Da determinarsi con le elezioni del 2024 | Da determinarsi con le elezioni del 2024 | Da determinarsi con le elezioni del 2024 | 119                             |                                                                                 |                                                         |
| Da determinarsi con le elezioni del 2024 | Da determinarsi con le elezioni del 2024 | Da determinarsi con le elezioni del 2024 | Da determinarsi con le elezioni del 2024 | Da determinarsi con le elezioni del 2024 | Da determinarsi con le elezioni del 2024 | 120                             |                                                                                 |                                                         |
| Da determinarsi con le elezioni del 2024 | Da determinarsi con le elezioni del 2024 | Da determinarsi con le elezioni del 2024 | Da determinarsi con le elezioni del 2024 | Da determinarsi con le elezioni del 2024 | Da determinarsi con le elezioni del 2024 | 121                             |                                                                                 |                                                         |

## Classe 3
| N.                                       | Foto                                     | Nome                                     | Partito                                  | Carica                                   | Carica                                   | Congresso                                 | Mandato                                                         | Storia elettorale                             |
|                                          | Foto                                     | Nome                                     | Partito                                  | Inizio                                   | Termine                                  | Congresso                                 | Mandato                                                         | Storia elettorale                             |
| ---------------------------------------- | ---------------------------------------- | ---------------------------------------- | ---------------------------------------- | ---------------------------------------- | ---------------------------------------- | ----------------------------------------- | --------------------------------------------------------------- | --------------------------------------------- |
|                                          | Vacante                                  | Vacante                                  | Vacante                                  | 4 marzo 1791                             | 17 ottobre 1791                          | 2                                         | 1                                                               | Elezione non riuscita                         |
| 1                                        |                                          | Stephen R. Bradley                       | Anti-amministrazione                     | 17 ottobre 1791                          | 3 marzo 1795                             | 2                                         | 1                                                               | Eletto nel 1791 Ha perso la rielezione        |
| 1                                        | 3                                        | Stephen R. Bradley                       | Anti-amministrazione                     | 17 ottobre 1791                          | 3 marzo 1795                             |                                           | 1                                                               | Eletto nel 1791 Ha perso la rielezione        |
| 2                                        |                                          | Elijah Paine                             | Federalista                              | 4 marzo 1795                             | 1 settembre 1801                         | 4                                         | 1                                                               | Eletto nel 1794                               |
| 2                                        | 5                                        | Elijah Paine                             | Federalista                              | 4 marzo 1795                             | 1 settembre 1801                         |                                           | 1                                                               | Eletto nel 1794                               |
| 2                                        | 6                                        | Elijah Paine                             | Federalista                              | 4 marzo 1795                             | 1 settembre 1801                         |                                           | 1                                                               | Eletto nel 1794                               |
| 2                                        | 7                                        | Elijah Paine                             | Federalista                              | 4 marzo 1795                             | 1 settembre 1801                         | 1/2                                       | Rieletto nel 1800 Dimessosi                                     |                                               |
|                                          | 7                                        | Vacante                                  | Vacante                                  | Vacante                                  | 1 settembre 1801                         | 1/2                                       | 15 ottobre 1801                                                 |                                               |
| 3                                        | 7                                        |                                          | Stephen R. Bradley                       | Democratico-Repubblicano                 | 15 ottobre 1801                          | 1/2                                       | 3 marzo 1813                                                    | Eletto per terminare il mandato               |
| 3                                        | 8                                        |                                          | Stephen R. Bradley                       | Democratico-Repubblicano                 | 15 ottobre 1801                          | 1/2                                       | 3 marzo 1813                                                    | Eletto per terminare il mandato               |
| 3                                        | 9                                        |                                          | Stephen R. Bradley                       | Democratico-Repubblicano                 | 15 ottobre 1801                          | 1/2                                       | 3 marzo 1813                                                    | Eletto per terminare il mandato               |
| 3                                        | 10                                       | 1                                        | Stephen R. Bradley                       | Democratico-Repubblicano                 | 15 ottobre 1801                          | Rieletto nel 1806 Ritiratosi              | 3 marzo 1813                                                    |                                               |
| 3                                        | 11                                       | 1                                        | Stephen R. Bradley                       | Democratico-Repubblicano                 | 15 ottobre 1801                          | Rieletto nel 1806 Ritiratosi              | 3 marzo 1813                                                    |                                               |
| 3                                        | 12                                       | 1                                        | Stephen R. Bradley                       | Democratico-Repubblicano                 | 15 ottobre 1801                          | Rieletto nel 1806 Ritiratosi              | 3 marzo 1813                                                    |                                               |
| 4                                        |                                          | Dudley Chase                             | Democratico-Repubblicano                 | 4 marzo 1812                             | 3 novembre 1817                          | 13                                        | 1/2                                                             | Eletto nel 1812 Dimessosi                     |
| 4                                        | 14                                       | Dudley Chase                             | Democratico-Repubblicano                 | 4 marzo 1812                             | 3 novembre 1817                          |                                           | 1/2                                                             | Eletto nel 1812 Dimessosi                     |
| 4                                        | 15                                       | Dudley Chase                             | Democratico-Repubblicano                 | 4 marzo 1812                             | 3 novembre 1817                          |                                           | 1/2                                                             | Eletto nel 1812 Dimessosi                     |
| 5                                        |                                          | James Fisk                               | Democratico-Repubblicano                 | 3 novembre 1817                          | 8 gennaio 1818                           | Eletto per terminare il mandato Dimessosi | 1/2                                                             |                                               |
|                                          | Vacante                                  | Vacante                                  | Vacante                                  | 8 gennaio 1818                           | 20 ottobre 1818                          |                                           | 1/2                                                             |                                               |
| 6                                        |                                          | William A. Palmer                        | Democratico-Repubblicano                 | 20 ottobre 1818                          | 3 marzo 1825                             | Eletto per terminare il mandato           | 1/2                                                             |                                               |
| 6                                        | 16                                       | William A. Palmer                        | Democratico-Repubblicano                 | 20 ottobre 1818                          | 3 marzo 1825                             | 1                                         | Rieletto nel 1818 Ritiratosi                                    |                                               |
| 6                                        | 17                                       | William A. Palmer                        | Democratico-Repubblicano                 | 20 ottobre 1818                          | 3 marzo 1825                             | 1                                         | Rieletto nel 1818 Ritiratosi                                    |                                               |
| 6                                        | 18                                       | William A. Palmer                        | Democratico-Repubblicano                 | 20 ottobre 1818                          | 3 marzo 1825                             | 1                                         | Rieletto nel 1818 Ritiratosi                                    |                                               |
| 7                                        |                                          | Dudley Chase                             | Anti-Jacksoniano                         | 4 marzo 1825                             | 3 marzo 1831                             | 19                                        | 1                                                               | Eletto nel 1825 Ritiratosi                    |
| 7                                        | 20                                       | Dudley Chase                             | Anti-Jacksoniano                         | 4 marzo 1825                             | 3 marzo 1831                             |                                           | 1                                                               | Eletto nel 1825 Ritiratosi                    |
| 7                                        | 21                                       | Dudley Chase                             | Anti-Jacksoniano                         | 4 marzo 1825                             | 3 marzo 1831                             |                                           | 1                                                               | Eletto nel 1825 Ritiratosi                    |
| 8                                        |                                          | Samuel Prentiss                          | Anti-Jacksoniano                         | 3 marzo 1831                             | 11 aprile 1842                           | 22                                        | 1                                                               | Eletto nel 1831                               |
| 8                                        | 23                                       | Samuel Prentiss                          | Anti-Jacksoniano                         | 3 marzo 1831                             | 11 aprile 1842                           |                                           | 1                                                               | Eletto nel 1831                               |
| 8                                        | 24                                       | Samuel Prentiss                          | Anti-Jacksoniano                         | 3 marzo 1831                             | 11 aprile 1842                           |                                           | 1                                                               | Eletto nel 1831                               |
| 8                                        | Whig                                     | Samuel Prentiss                          | 25                                       | 3 marzo 1831                             | 11 aprile 1842                           | 1/2                                       | Rieletto nel 1837 Dimessosi                                     |                                               |
| 8                                        | Whig                                     | Samuel Prentiss                          | 26                                       | 3 marzo 1831                             | 11 aprile 1842                           | 1/2                                       | Rieletto nel 1837 Dimessosi                                     |                                               |
| 8                                        | Whig                                     | Samuel Prentiss                          | 27                                       | 3 marzo 1831                             | 11 aprile 1842                           | 1/2                                       | Rieletto nel 1837 Dimessosi                                     |                                               |
|                                          | Vacante                                  | Vacante                                  | Vacante                                  | 11 aprile 1842                           | 23 aprile 1842                           | 1/2                                       |                                                                 |                                               |
| 9                                        |                                          | Samuel C. Craft                          | Whig                                     | 23 aprile 1842                           | 3 marzo 1843                             | 1/2                                       | Eletto per terminare il mandato Ritiratosi                      |                                               |
| 10                                       |                                          | William Upham                            | Whig                                     | 4 marzo 1843                             | 14 gennaio 1853                          | 28                                        | 1                                                               | Eletto nel 1843                               |
| 10                                       | 29                                       | William Upham                            | Whig                                     | 4 marzo 1843                             | 14 gennaio 1853                          |                                           | 1                                                               | Eletto nel 1843                               |
| 10                                       | 30                                       | William Upham                            | Whig                                     | 4 marzo 1843                             | 14 gennaio 1853                          |                                           | 1                                                               | Eletto nel 1843                               |
| 10                                       | 31                                       | William Upham                            | Whig                                     | 4 marzo 1843                             | 14 gennaio 1853                          | 1/2                                       | Rieletto nel 1848 Deceduto                                      |                                               |
| 10                                       | 32                                       | William Upham                            | Whig                                     | 4 marzo 1843                             | 14 gennaio 1853                          | 1/2                                       | Rieletto nel 1848 Deceduto                                      |                                               |
| Vacante                                  | Vacante                                  | Vacante                                  | Vacante                                  | 14 gennaio 1854                          | 17 gennaio 1854                          | 1/2                                       |                                                                 |                                               |
| 11                                       |                                          | Samuel S. Phelps                         | Whig                                     | 17 gennaio 1853                          | 16 marzo 1854                            | 1/2                                       | Nominato per continuare il mandato Ha perso i titoli per sedere |                                               |
| 11                                       | 33                                       | Samuel S. Phelps                         | Whig                                     | 17 gennaio 1853                          | 16 marzo 1854                            | 1/2                                       | Nominato per continuare il mandato Ha perso i titoli per sedere |                                               |
|                                          | Vacante                                  | Vacante                                  | Vacante                                  | 16 marzo 1854                            | 14 ottobre 1854                          | 1/2                                       |                                                                 |                                               |
| 12                                       |                                          | Lawrence Brainerd                        | Free Soil                                | 14 ottobre 1854                          | 3 marzo 1855                             | 1/2                                       | Eletto per terminare il mandato Ritiratosi                      |                                               |
| 13                                       |                                          | Jacob Collamer                           | Repubblicano                             | 4 marzo 1855                             | 9 novembre 1865                          | 34                                        | 1                                                               | Eletto nel 1855                               |
| 13                                       | 35                                       | Jacob Collamer                           | Repubblicano                             | 4 marzo 1855                             | 9 novembre 1865                          |                                           | 1                                                               | Eletto nel 1855                               |
| 13                                       | 36                                       | Jacob Collamer                           | Repubblicano                             | 4 marzo 1855                             | 9 novembre 1865                          |                                           | 1                                                               | Eletto nel 1855                               |
| 13                                       | 37                                       | Jacob Collamer                           | Repubblicano                             | 4 marzo 1855                             | 9 novembre 1865                          | 1/2                                       | Rieletto nel 1861 Deceduto                                      |                                               |
| 13                                       | 38                                       | Jacob Collamer                           | Repubblicano                             | 4 marzo 1855                             | 9 novembre 1865                          | 1/2                                       | Rieletto nel 1861 Deceduto                                      |                                               |
| 13                                       | 39                                       | Jacob Collamer                           | Repubblicano                             | 4 marzo 1855                             | 9 novembre 1865                          | 1/2                                       | Rieletto nel 1861 Deceduto                                      |                                               |
|                                          | Vacante                                  | Vacante                                  | Vacante                                  | 9 novembre 1865                          | 21 novembre 1865                         | 1/2                                       |                                                                 |                                               |
| 14                                       |                                          | Luke P. Poland                           | Repubblicano                             | 21 novembre 1865                         | 3 marzo 1867                             | 1/2                                       | Eletto per terminare il mandato Ha perso la rielezione          |                                               |
| 15                                       |                                          | Justin S. Morrill                        | Repubblicano                             | 4 marzo 1867                             | 28 dicembre 1898                         | 40                                        | 1                                                               | Eletto nel 1866                               |
| 15                                       | 41                                       | Justin S. Morrill                        | Repubblicano                             | 4 marzo 1867                             | 28 dicembre 1898                         |                                           | 1                                                               | Eletto nel 1866                               |
| 15                                       | 42                                       | Justin S. Morrill                        | Repubblicano                             | 4 marzo 1867                             | 28 dicembre 1898                         |                                           | 1                                                               | Eletto nel 1866                               |
| 15                                       | 43                                       | Justin S. Morrill                        | Repubblicano                             | 4 marzo 1867                             | 28 dicembre 1898                         | 2                                         | Rieletto nel 1872                                               |                                               |
| 15                                       | 44                                       | Justin S. Morrill                        | Repubblicano                             | 4 marzo 1867                             | 28 dicembre 1898                         | 2                                         | Rieletto nel 1872                                               |                                               |
| 15                                       | 45                                       | Justin S. Morrill                        | Repubblicano                             | 4 marzo 1867                             | 28 dicembre 1898                         | 2                                         | Rieletto nel 1872                                               |                                               |
| 15                                       | 46                                       | Justin S. Morrill                        | Repubblicano                             | 4 marzo 1867                             | 28 dicembre 1898                         | 3                                         | Rieletto nel 1878                                               |                                               |
| 15                                       | 47                                       | Justin S. Morrill                        | Repubblicano                             | 4 marzo 1867                             | 28 dicembre 1898                         | 3                                         | Rieletto nel 1878                                               |                                               |
| 15                                       | 48                                       | Justin S. Morrill                        | Repubblicano                             | 4 marzo 1867                             | 28 dicembre 1898                         | 3                                         | Rieletto nel 1878                                               |                                               |
| 15                                       | 49                                       | Justin S. Morrill                        | Repubblicano                             | 4 marzo 1867                             | 28 dicembre 1898                         | 4                                         | Rieletto nel 1884                                               |                                               |
| 15                                       | 50                                       | Justin S. Morrill                        | Repubblicano                             | 4 marzo 1867                             | 28 dicembre 1898                         | 4                                         | Rieletto nel 1884                                               |                                               |
| 15                                       | 51                                       | Justin S. Morrill                        | Repubblicano                             | 4 marzo 1867                             | 28 dicembre 1898                         | 4                                         | Rieletto nel 1884                                               |                                               |
| 15                                       | 52                                       | Justin S. Morrill                        | Repubblicano                             | 4 marzo 1867                             | 28 dicembre 1898                         | 5                                         | Rieletto nel 1890                                               |                                               |
| 15                                       | 53                                       | Justin S. Morrill                        | Repubblicano                             | 4 marzo 1867                             | 28 dicembre 1898                         | 5                                         | Rieletto nel 1890                                               |                                               |
| 15                                       | 54                                       | Justin S. Morrill                        | Repubblicano                             | 4 marzo 1867                             | 28 dicembre 1898                         | 5                                         | Rieletto nel 1890                                               |                                               |
| 15                                       | 55                                       | Justin S. Morrill                        | Repubblicano                             | 4 marzo 1867                             | 28 dicembre 1898                         | 1/2                                       | Rieletto nel 1896 Deceduto                                      |                                               |
|                                          | 55                                       | Vacante                                  | Vacante                                  | Vacante                                  | 28 dicembre 1898                         | 1/2                                       | 11 gennaio 1899                                                 |                                               |
| 16                                       | 55                                       |                                          | Jonathan Ross                            | Repubblicano                             | 11 gennaio 1899                          | 1/2                                       | 18 ottobre 1900                                                 | Nominato per continuare il mandato            |
| 16                                       | 56                                       |                                          | Jonathan Ross                            | Repubblicano                             | 11 gennaio 1899                          | 1/2                                       | 18 ottobre 1900                                                 | Nominato per continuare il mandato            |
| 17                                       |                                          | William P. Dillingham                    | Repubblicano                             | 18 ottobre 1900                          | 12 luglio 1923                           | 1/2                                       | Eletto per terminare il mandato                                 |                                               |
| 17                                       | 57                                       | William P. Dillingham                    | Repubblicano                             | 18 ottobre 1900                          | 12 luglio 1923                           | 1/2                                       | Eletto per terminare il mandato                                 |                                               |
| 17                                       | 58                                       | William P. Dillingham                    | Repubblicano                             | 18 ottobre 1900                          | 12 luglio 1923                           | 1                                         | Rieletto nel 1902                                               |                                               |
| 17                                       | 59                                       | William P. Dillingham                    | Repubblicano                             | 18 ottobre 1900                          | 12 luglio 1923                           | 1                                         | Rieletto nel 1902                                               |                                               |
| 17                                       | 60                                       | William P. Dillingham                    | Repubblicano                             | 18 ottobre 1900                          | 12 luglio 1923                           | 1                                         | Rieletto nel 1902                                               |                                               |
| 17                                       | 61                                       | William P. Dillingham                    | Repubblicano                             | 18 ottobre 1900                          | 12 luglio 1923                           | 2                                         | Rieletto nel 1908                                               |                                               |
| 17                                       | 62                                       | William P. Dillingham                    | Repubblicano                             | 18 ottobre 1900                          | 12 luglio 1923                           | 2                                         | Rieletto nel 1908                                               |                                               |
| 17                                       | 63                                       | William P. Dillingham                    | Repubblicano                             | 18 ottobre 1900                          | 12 luglio 1923                           | 2                                         | Rieletto nel 1908                                               |                                               |
| 17                                       | 64                                       | William P. Dillingham                    | Repubblicano                             | 18 ottobre 1900                          | 12 luglio 1923                           | 3                                         | Rieletto nel 1914                                               |                                               |
| 17                                       | 65                                       | William P. Dillingham                    | Repubblicano                             | 18 ottobre 1900                          | 12 luglio 1923                           | 3                                         | Rieletto nel 1914                                               |                                               |
| 17                                       | 66                                       | William P. Dillingham                    | Repubblicano                             | 18 ottobre 1900                          | 12 luglio 1923                           | 3                                         | Rieletto nel 1914                                               |                                               |
| 17                                       | 67                                       | William P. Dillingham                    | Repubblicano                             | 18 ottobre 1900                          | 12 luglio 1923                           | 1/2                                       | Rieletto nel 1920 Deceduto                                      |                                               |
| 17                                       | 68                                       | William P. Dillingham                    | Repubblicano                             | 18 ottobre 1900                          | 12 luglio 1923                           | 1/2                                       | Rieletto nel 1920 Deceduto                                      |                                               |
|                                          | Vacante                                  |                                          |                                          |                                          |                                          | 1/2                                       |                                                                 |                                               |
| 18                                       |                                          | Porter H. Dale                           | Repubblicano                             | 7 novembre 1923                          | 6 ottobre 1933                           | 1/2                                       | Eletto per terminare il mandandato                              |                                               |
| 18                                       | 69                                       | Porter H. Dale                           | Repubblicano                             | 7 novembre 1923                          | 6 ottobre 1933                           | 1/2                                       | Eletto per terminare il mandandato                              |                                               |
| 18                                       | 70                                       | Porter H. Dale                           | Repubblicano                             | 7 novembre 1923                          | 6 ottobre 1933                           | 1                                         | Rieletto nel 1926                                               |                                               |
| 18                                       | 71                                       | Porter H. Dale                           | Repubblicano                             | 7 novembre 1923                          | 6 ottobre 1933                           | 1                                         | Rieletto nel 1926                                               |                                               |
| 18                                       | 72                                       | Porter H. Dale                           | Repubblicano                             | 7 novembre 1923                          | 6 ottobre 1933                           | 1                                         | Rieletto nel 1926                                               |                                               |
| 18                                       | 73                                       | Porter H. Dale                           | Repubblicano                             | 7 novembre 1923                          | 6 ottobre 1933                           | 1/2                                       | Rieletto nel 1932 Deceduto                                      |                                               |
|                                          | 73                                       | Vacante                                  | Vacante                                  | Vacante                                  | 6 ottobre 1933                           | 1/2                                       | 21 ottobre 1933                                                 |                                               |
| 19                                       | 73                                       |                                          | Ernest W. Gibson                         | Repubblicano                             | 21 novembre 1933                         | 1/2                                       | 20 giugno 1940                                                  | Eletto per terminare il mandato               |
| 19                                       | 74                                       |                                          | Ernest W. Gibson                         | Repubblicano                             | 21 novembre 1933                         | 1/2                                       | 20 giugno 1940                                                  | Eletto per terminare il mandato               |
| 19                                       | 75                                       |                                          | Ernest W. Gibson                         | Repubblicano                             | 21 novembre 1933                         | 1/2                                       | 20 giugno 1940                                                  | Eletto per terminare il mandato               |
| 19                                       | 76                                       | 1/2                                      | Ernest W. Gibson                         | Repubblicano                             | 21 novembre 1933                         | Rieletto nel 1938 Deceduto                | 20 giugno 1940                                                  |                                               |
|                                          | 76                                       | 1/2                                      | Vacante                                  | Vacante                                  | Vacante                                  | 20 giugno 1940                            | 24 giugno 1940                                                  |                                               |
| 20                                       | 76                                       | 1/2                                      |                                          | Ernest W. Gibson Jr.                     | Repubblicano                             | 24 giugno 1940                            | 3 gennaio 1941                                                  | Nominato per continuare il mandato Ritiratosi |
| 21                                       |                                          | 1/2                                      | George Aiken                             | Repubblicano                             | 3 gennaio 1941                           | 3 gennaio 1975                            | 77                                                              | Eletto per terminare il mandato               |
| 21                                       | 78                                       | 1/2                                      | George Aiken                             | Repubblicano                             | 3 gennaio 1941                           | 3 gennaio 1975                            |                                                                 | Eletto per terminare il mandato               |
| 21                                       | 79                                       | 1                                        | George Aiken                             | Repubblicano                             | 3 gennaio 1941                           | 3 gennaio 1975                            | Rieletto nel 1944                                               |                                               |
| 21                                       | 80                                       | 1                                        | George Aiken                             | Repubblicano                             | 3 gennaio 1941                           | 3 gennaio 1975                            | Rieletto nel 1944                                               |                                               |
| 21                                       | 81                                       | 1                                        | George Aiken                             | Repubblicano                             | 3 gennaio 1941                           | 3 gennaio 1975                            | Rieletto nel 1944                                               |                                               |
| 21                                       | 82                                       | 2                                        | George Aiken                             | Repubblicano                             | 3 gennaio 1941                           | 3 gennaio 1975                            | Rieletto nel 1950                                               |                                               |
| 21                                       | 83                                       | 2                                        | George Aiken                             | Repubblicano                             | 3 gennaio 1941                           | 3 gennaio 1975                            | Rieletto nel 1950                                               |                                               |
| 21                                       | 84                                       | 2                                        | George Aiken                             | Repubblicano                             | 3 gennaio 1941                           | 3 gennaio 1975                            | Rieletto nel 1950                                               |                                               |
| 21                                       | 85                                       | 3                                        | George Aiken                             | Repubblicano                             | 3 gennaio 1941                           | 3 gennaio 1975                            | Rieletto nel 1956                                               |                                               |
| 21                                       | 86                                       | 3                                        | George Aiken                             | Repubblicano                             | 3 gennaio 1941                           | 3 gennaio 1975                            | Rieletto nel 1956                                               |                                               |
| 21                                       | 87                                       | 3                                        | George Aiken                             | Repubblicano                             | 3 gennaio 1941                           | 3 gennaio 1975                            | Rieletto nel 1956                                               |                                               |
| 21                                       | 88                                       | 4                                        | George Aiken                             | Repubblicano                             | 3 gennaio 1941                           | 3 gennaio 1975                            | Rieletto nel 1962                                               |                                               |
| 21                                       | 89                                       | 4                                        | George Aiken                             | Repubblicano                             | 3 gennaio 1941                           | 3 gennaio 1975                            | Rieletto nel 1962                                               |                                               |
| 21                                       | 90                                       | 4                                        | George Aiken                             | Repubblicano                             | 3 gennaio 1941                           | 3 gennaio 1975                            | Rieletto nel 1962                                               |                                               |
| 21                                       | 91                                       | 5                                        | George Aiken                             | Repubblicano                             | 3 gennaio 1941                           | 3 gennaio 1975                            | Rieletto nel 1968 Ritiratosi                                    |                                               |
| 21                                       | 92                                       | 5                                        | George Aiken                             | Repubblicano                             | 3 gennaio 1941                           | 3 gennaio 1975                            | Rieletto nel 1968 Ritiratosi                                    |                                               |
| 21                                       | 93                                       | 5                                        | George Aiken                             | Repubblicano                             | 3 gennaio 1941                           | 3 gennaio 1975                            | Rieletto nel 1968 Ritiratosi                                    |                                               |
| 22                                       |                                          | Patrick Leahy                            | Democratico                              | 3 gennaio 1975                           | 3 gennaio 2023                           | 94                                        | 1                                                               | Eletto nel 1974                               |
| 22                                       | 95                                       | Patrick Leahy                            | Democratico                              | 3 gennaio 1975                           | 3 gennaio 2023                           |                                           | 1                                                               | Eletto nel 1974                               |
| 22                                       | 96                                       | Patrick Leahy                            | Democratico                              | 3 gennaio 1975                           | 3 gennaio 2023                           |                                           | 1                                                               | Eletto nel 1974                               |
| 22                                       | 97                                       | Patrick Leahy                            | Democratico                              | 3 gennaio 1975                           | 3 gennaio 2023                           | 2                                         | Rieletto nel 1980                                               |                                               |
| 22                                       | 98                                       | Patrick Leahy                            | Democratico                              | 3 gennaio 1975                           | 3 gennaio 2023                           | 2                                         | Rieletto nel 1980                                               |                                               |
| 22                                       | 99                                       | Patrick Leahy                            | Democratico                              | 3 gennaio 1975                           | 3 gennaio 2023                           | 2                                         | Rieletto nel 1980                                               |                                               |
| 22                                       | 100                                      | Patrick Leahy                            | Democratico                              | 3 gennaio 1975                           | 3 gennaio 2023                           | 3                                         | Rieletto nel 1986                                               |                                               |
| 22                                       | 101                                      | Patrick Leahy                            | Democratico                              | 3 gennaio 1975                           | 3 gennaio 2023                           | 3                                         | Rieletto nel 1986                                               |                                               |
| 22                                       | 102                                      | Patrick Leahy                            | Democratico                              | 3 gennaio 1975                           | 3 gennaio 2023                           | 3                                         | Rieletto nel 1986                                               |                                               |
| 22                                       | 103                                      | Patrick Leahy                            | Democratico                              | 3 gennaio 1975                           | 3 gennaio 2023                           | 4                                         | Rieletto nel 1992                                               |                                               |
| 22                                       | 104                                      | Patrick Leahy                            | Democratico                              | 3 gennaio 1975                           | 3 gennaio 2023                           | 4                                         | Rieletto nel 1992                                               |                                               |
| 22                                       | 105                                      | Patrick Leahy                            | Democratico                              | 3 gennaio 1975                           | 3 gennaio 2023                           | 4                                         | Rieletto nel 1992                                               |                                               |
| 22                                       | 106                                      | Patrick Leahy                            | Democratico                              | 3 gennaio 1975                           | 3 gennaio 2023                           | 5                                         | Rieletto nel 1998                                               |                                               |
| 22                                       | 107                                      | Patrick Leahy                            | Democratico                              | 3 gennaio 1975                           | 3 gennaio 2023                           | 5                                         | Rieletto nel 1998                                               |                                               |
| 22                                       | 108                                      | Patrick Leahy                            | Democratico                              | 3 gennaio 1975                           | 3 gennaio 2023                           | 5                                         | Rieletto nel 1998                                               |                                               |
| 22                                       | 109                                      | Patrick Leahy                            | Democratico                              | 3 gennaio 1975                           | 3 gennaio 2023                           | 6                                         | Rieletto nel 2004                                               |                                               |
| 22                                       | 110                                      | Patrick Leahy                            | Democratico                              | 3 gennaio 1975                           | 3 gennaio 2023                           | 6                                         | Rieletto nel 2004                                               |                                               |
| 22                                       | 111                                      | Patrick Leahy                            | Democratico                              | 3 gennaio 1975                           | 3 gennaio 2023                           | 6                                         | Rieletto nel 2004                                               |                                               |
| 22                                       | 112                                      | Patrick Leahy                            | Democratico                              | 3 gennaio 1975                           | 3 gennaio 2023                           | 7                                         | Rieletto nel 2010                                               |                                               |
| 22                                       | 113                                      | Patrick Leahy                            | Democratico                              | 3 gennaio 1975                           | 3 gennaio 2023                           | 7                                         | Rieletto nel 2010                                               |                                               |
| 22                                       | 114                                      | Patrick Leahy                            | Democratico                              | 3 gennaio 1975                           | 3 gennaio 2023                           | 7                                         | Rieletto nel 2010                                               |                                               |
| 22                                       | 115                                      | Patrick Leahy                            | Democratico                              | 3 gennaio 1975                           | 3 gennaio 2023                           | 8                                         | Rieletto nel 2016 Ritiratosi                                    |                                               |
| 22                                       | 116                                      | Patrick Leahy                            | Democratico                              | 3 gennaio 1975                           | 3 gennaio 2023                           | 8                                         | Rieletto nel 2016 Ritiratosi                                    |                                               |
| 22                                       | 117                                      | Patrick Leahy                            | Democratico                              | 3 gennaio 1975                           | 3 gennaio 2023                           | 8                                         | Rieletto nel 2016 Ritiratosi                                    |                                               |
| 23                                       |                                          | Peter Welch                              | Democratico                              | 3 gennaio 2023                           | in carica                                | 118                                       | 1                                                               | Eletto nel 2022                               |
| 23                                       | 119                                      | Peter Welch                              | Democratico                              | 3 gennaio 2023                           | in carica                                |                                           | 1                                                               | Eletto nel 2022                               |
| 23                                       | 120                                      | Peter Welch                              | Democratico                              | 3 gennaio 2023                           | in carica                                |                                           | 1                                                               | Eletto nel 2022                               |
| Da determinarsi con le elezioni del 2028 | Da determinarsi con le elezioni del 2028 | Da determinarsi con le elezioni del 2028 | Da determinarsi con le elezioni del 2028 | Da determinarsi con le elezioni del 2028 | Da determinarsi con le elezioni del 2028 | 121                                       |                                                                 |                                               |
| Da determinarsi con le elezioni del 2028 | Da determinarsi con le elezioni del 2028 | Da determinarsi con le elezioni del 2028 | Da determinarsi con le elezioni del 2028 | Da determinarsi con le elezioni del 2028 | Da determinarsi con le elezioni del 2028 | 122                                       |                                                                 |                                               |
| Da determinarsi con le elezioni del 2028 | Da determinarsi con le elezioni del 2028 | Da determinarsi con le elezioni del 2028 | Da determinarsi con le elezioni del 2028 | Da determinarsi con le elezioni del 2028 | Da determinarsi con le elezioni del 2028 | 123                                       |                                                                 |                                               |